# Exerodonta chimalapa
Exerodonta chimalapa es una especie de anfibios de la familia Hylidae. Es endémica de la selva de los Chimalapas (México).
Sus hábitats naturales incluyen bosques templados, montanos secos y ríos. Está amenazada de extinción por la destrucción de su hábitat natural.